# Стівінсон (Каліфорнія)
Стівінсон (англ. Stevinson) — переписна місцевість (CDP) в США, в окрузі Мерсед штату Каліфорнія. Населення — 275 осіб (2020).

## Географія
Стівінсон розташований за координатами 37°19′29″ пн. ш. 120°50′59″ зх. д. / 37.32472° пн. ш. 120.84972° зх. д. (37.324664, -120.849664).  За даними Бюро перепису населення США в 2010 році переписна місцевість мала площу 2,93 км², уся площа — суходіл.

## Демографія
Згідно з переписом 2010 року, у переписній місцевості мешкало 313 осіб у 92 домогосподарствах у складі 63 родин. Густота населення становила 107 осіб/км².  Було 101 помешкання (35/км²).
Расовий склад населення:
| - 72,8 % — білих - 1,3 % — чорних або афроамериканців - 23,3 % — осіб інших рас |

До двох чи більше рас належало 2,6 %. Частка іспаномовних становила 42,5 % від усіх жителів.
За віковим діапазоном населення розподілялося таким чином: 30,4 % — особи молодші 18 років, 61,3 % — особи у віці 18—64 років, 8,3 % — особи у віці 65 років та старші. Медіана віку мешканця становила 28,9 року. На 100 осіб жіночої статі у переписній місцевості припадало 118,9 чоловіків;  на 100 жінок у віці від 18 років та старших — 124,7 чоловіків також старших 18 років.
За межею бідності перебувало 9,3 % осіб, у тому числі 0,0 % дітей у віці до 18 років та 0,0 % осіб у віці 65 років та старших.
Цивільне працевлаштоване населення становило 98 осіб. Основні галузі зайнятості: фінанси, страхування та нерухомість — 26,5 %, освіта, охорона здоров'я та соціальна допомога — 24,5 %, оптова торгівля — 21,4 %, сільське господарство, лісництво, риболовля — 19,4 %.